# John Rae (journaliste)
Pour les articles homonymes, voir John Rae et Rae.
John Rae (1845-1915) est un journaliste anglais. Il est surtout connu aujourd'hui pour sa biographie d'Adam Smith, Life of Adam Smith (1895). Il a écrit de nombreux articles pour The Contemporary Review et British Quarterly.